# Sven Karpe
Sven Ivan Karpe, född 23 april 1908 i Mariedamm, Lerbäcks socken, Örebro län, död 8 oktober 1999 i Hedvig Eleonora församling, Stockholms län, var en svensk violinist.

## Biografi
Karpe, vars far hette Theodor Karlsson, studerade vid Kungliga musikhögskolan i Stockholm 1931–1934, för Charles Barkel och debuterade 1935. Han fortsatte sedan sina studier utomlands för bland annat Carl Flesch i Spa. Karpe var förste konsertmästare vid Nordvästra Skånes orkesterförening (numera Helsingborgs symfoniorkester) 1941–1943 och gick vidare till samma post vid Malmö symfoniorkester 1943–1944. Han började undervisa vid Kungliga musikhögskolan 1950 och tilldelades professors namn 1966. Sven Karpe var även medlem av Barkelkvartetten 1937–1951. Han är begravd på Skogskyrkogården i Stockholm.
Sven Karpe var gift första gången 1942–1960 med konsertpianisten Camilla Kinberg (1919–1996) och andra gången 1962 med Esther Bodin-Karpe (född 1931). Han var far till bland andra Stefan Karpe.

## Priser och utmärkelser
- 1963 – Ledamot nr 712 av Kungliga Musikaliska Akademien
- 1966 – Professors namn
- 1976 – Medaljen för tonkonstens främjande
- 1979 – Litteris et Artibus